# Lista siturilor arheologice din județul Timiș - L
Lista siturilor arheologice din județul Timiș - L conține toate siturile arheologice din județul Timiș înscrise în Repertoriul Arheologic Național (RAN) și aflate în localități al căror nume începe cu litera L. RAN este administrat de Ministerul Culturii și Patrimoniului Național și cuprinde date științifice, cartografice, topografice, imagini și planuri, precum și orice alte informații privitoare la zonele cu potențial arheologic, studiate sau nu, încă existente sau dispărute.
Puteți căuta un sit din localitățile care încep cu litera L folosind formularul de mai jos sau puteți naviga prin toate siturile din județ la Lista siturilor arheologice din județul Timiș.
| Cod RAN      | Denumire | Localitate                          | Adresă         | Datare                        | Descoperit | Coordonate                                    | Imagine           | Erori            |
| ------------ | --- | ----------------------------------- | -------------- | ----------------------------- | ---------- | --------------------------------------------- | ----------------- | ---------------- |
| 155369.01.01 | Așezarea din epoca migrațiilor de la Lugoj / ansamblu anonim (Categorie: locuire civilă) (Tip: Așezare)                                             | municipiul Lugoj                    |                | sec. VIII - IX                |            |                                               | Încărcați imagine | Raportați eroare |
| 155369.02.01 | Cetatea Veche de la Lugoj / ansamblu anonim (Categorie: fortificație) (Tip: Cetate)                                                                 | municipiul Lugoj                    |                | sec. XV                       |            |                                               | Încărcați imagine | Raportați eroare |
| 156197.01.01 | Situl arheologic de la Lucareț-"Cîrjna" / ansamblu anonim (Categorie: locuire) (Tip: așezare deschisă)                                              | sat Lucareț, comuna Brestovăț       | Cîrjna         |                               |            | 45°49′54″N 21°41′38″E / 45.83167°N 21.69389°E | Încărcați imagine | Raportați eroare |
| 156197.01.02 | Situl arheologic de la Lucareț-"Cîrjna" / ansamblu anonim (Categorie: locuire) (Tip: așezare deschisă)                                              | sat Lucareț, comuna Brestovăț       | Cîrjna         |                               |            | 45°49′54″N 21°41′38″E / 45.83167°N 21.69389°E | Încărcați imagine | Raportați eroare |
| 155895.01.01 | Așezarea paleolitică de la Leucușești / ansamblu anonim (Categorie: locuire) (Tip: așezare)                                                         | sat Leucușești, comuna Bethausen    |                | Aurignacian                   |            |                                               | Încărcați imagine | Raportați eroare |
| 155895.02.01 | Descoperirea funerară de epocă neprecizată de la Leucușești-Târșele / ansamblu anonim (Categorie: descoperire funerară) (Tip: Movilă)               | sat Leucușești, comuna Bethausen    | Târșele        |                               |            |                                               | Încărcați imagine | Raportați eroare |
| 155895.03.01 | Descoperirea funerară de la Leucușești / ansamblu anonim (Categorie: descoperire funerară) (Tip: Movilă)                                            | sat Leucușești, comuna Bethausen    |                |                               |            |                                               | Încărcați imagine | Raportați eroare |
| 157503.01.01 | Așezarea daco-romană de la Liebling / ansamblu anonim (Categorie: locuire) (Tip: așezare)                                                           | sat Liebling, comuna Liebling       |                | daco-romană                   |            |                                               | Încărcați imagine | Raportați eroare |
| 155626.01.01 | Situl arheologic de la Livezile / ansamblu anonim (Categorie: locuire) (Tip: așezare)                                                               | sat Livezile, comuna Livezile       |                |                               |            |                                               | Încărcați imagine | Raportați eroare |
| 155626.01.02 | Situl arheologic de la Livezile / ansamblu anonim (Categorie: locuire) (Tip: Necropolă de incinerație)                                              | sat Livezile, comuna Livezile       |                |                               |            |                                               | Încărcați imagine | Raportați eroare |
| 157549.01.01 | Situl arheologic I de la Lovrin / ansamblu anonim (Categorie: locuire) (Tip: așezare)                                                               | sat Lovrin, comuna Lovrin           |                | Basarabi                      |            |                                               | Încărcați imagine | Raportați eroare |
| 157549.02.01 | Situl arheologic II de la Lovrin / ansamblu anonim (Categorie: locuire) (Tip: Locuire)                                                              | sat Lovrin, comuna Lovrin           |                |                               |            |                                               | Încărcați imagine | Raportați eroare |
| 157549.03.01 | Situl arheologic III de la Lovrin / ansamblu anonim (Categorie: locuire) (Tip: așezare)                                                             | sat Lovrin, comuna Lovrin           |                | sec.VII-IX d.Chr.             |            |                                               | Încărcați imagine | Raportați eroare |
| 157549.04.01 | Descoperirea funerară I de epocă neprecizată de la Lovrin / ansamblu anonim (Categorie: descoperire funerară) (Tip: Movilă)                         | sat Lovrin, comuna Lovrin           |                |                               |            |                                               | Încărcați imagine | Raportați eroare |
| 157549.05.01 | Descoperirea funerară II de epocă neprecizată de la Lovrin / ansamblu anonim (Categorie: descoperire funerară) (Tip: Movilă)                        | sat Lovrin, comuna Lovrin           |                |                               |            |                                               | Încărcați imagine | Raportați eroare |
| 156197.02.01 | Descoperirea funerară de epocă neprecizată de la Lucareț-Piatra Roșie / ansamblu anonim (Categorie: descoperire funerară) (Tip: Movilă)             | sat Lucareț, comuna Brestovăț       | Piatra Roșie   |                               |            |                                               | Încărcați imagine | Raportați eroare |
| 155369.03.01 | Așezarea de epoca bronzului timpuriu de la Lugoj-Dealul Viilor / ansamblu anonim (Categorie: locuire) (Tip: Așezare)                                | municipiul Lugoj                    | Dealul Viilor  | Balta Sărată                  |            |                                               | Încărcați imagine | Raportați eroare |
| 155369.04.01 | Situl arheologic de la Lugoj-Gomilă / ansamblu anonim (Categorie: locuire) (Tip: așezare)                                                           | municipiul Lugoj                    | Gomilă         | Starčevo-Criș                 |            |                                               | Încărcați imagine | Raportați eroare |
| 155369.04.02 | Situl arheologic de la Lugoj-Gomilă / ansamblu anonim (Categorie: locuire) (Tip: așezare)                                                           | municipiul Lugoj                    | Gomilă         | Tiszapolgár                   |            |                                               | Încărcați imagine | Raportați eroare |
| 155369.05.01 | Situl arheologic de la Lugoj / ansamblu anonim (Categorie: locuire) (Tip: așezare)                                                                  | municipiul Lugoj                    |                | Basarabi                      |            |                                               | Încărcați imagine | Raportați eroare |
| 155369.06.01 | Situl arheologic de la Lugoj-Știuca Veche / ansamblu anonim (Categorie: locuire) (Tip: așezare)                                                     | municipiul Lugoj                    | Știuca Veche   | daco-romană sec.III-IV d.Chr. |            |                                               | Încărcați imagine | Raportați eroare |
| 155369.06.02 | Situl arheologic de la Lugoj-Știuca Veche / ansamblu anonim (Categorie: locuire) (Tip: așezare)                                                     | municipiul Lugoj                    | Știuca Veche   | sec.VII-VIII d.Chr.           |            |                                               | Încărcați imagine | Raportați eroare |
| 158948.01.01 | Descoperirea funerară de epocă neprecizată de la Luncanii de Sus-La Trei Gomili / ansamblu anonim (Categorie: descoperire funerară) (Tip: Movilă)   | sat Luncanii de Sus, comuna Tomești | La Trei Gomili |                               |            |                                               | Încărcați imagine | Raportați eroare |
| 158948.02.01 | Descoperirea funerară I de epocă neprecizată de la Luncanii de Sus-Trei Gomili / ansamblu anonim (Categorie: descoperire funerară) (Tip: Movilă)    | sat Luncanii de Sus, comuna Tomești | Trei Gomili    |                               |            |                                               | Încărcați imagine | Raportați eroare |
| 158948.03.01 | Descoperirea funerară II de epocă neprecizată de la Luncanii de Sus - Trei Gomili / ansamblu anonim (Categorie: descoperire funerară) (Tip: Movilă) | sat Luncanii de Sus, comuna Tomești | Trei Gomili    |                               |            |                                               | Încărcați imagine | Raportați eroare |
| 158948.04.01 | Descoperirea funerară III de epocă neprecizată de la Luncanii de Sus-Trei Gomili / ansamblu anonim (Categorie: descoperire funerară) (Tip: Movilă)  | sat Luncanii de Sus, comuna Tomești |                |                               |            |                                               | Încărcați imagine | Raportați eroare |
| 156464.01.01 | Descoperirea funerară de epoca bronzului de la Lunga-Hotar / ansamblu anonim (Categorie: descoperire funerară) (Tip: Mormânt)                       | sat Lunga, comuna Comloșu Mare      | Hotar          | Mureș                         |            |                                               | Încărcați imagine | Raportați eroare |
| 156464.02.01 | Descoperirea funerară de epoca migrațiilor de la Lunga / ansamblu anonim (Categorie: descoperire funerară) (Tip: Morminte tumulare)                 | sat Lunga, comuna Comloșu Mare      |                |                               |            |                                               | Încărcați imagine | Raportați eroare |
| 156464.03.01 | Descoperirea funerară preistorică de la Lunga / ansamblu anonim (Categorie: descoperire funerară) (Tip: mormânt tumular)                            | sat Lunga, comuna Comloșu Mare      |                |                               |            |                                               | Încărcați imagine | Raportați eroare |
| 156464.04.01 | Descoperirea funerară de epoca migrațiilor de la Lunga / ansamblu anonim (Categorie: descoperire funerară) (Tip: Morminte de înhumație)             | sat Lunga, comuna Comloșu Mare      |                |                               |            |                                               | Încărcați imagine | Raportați eroare |